# Polysperma dillwynii
Polysperma, rod crvenih algi iz porodice Lemaneaceae, dio reda Batrachospermales. Danas se vodi kao sinonim za Lemanea, ali se vrsta P. dillwynii još vodi kao taksonomski priznata.